# Bubtxíkovo
Bubtxíkovo (en rus: Бубчиково) és un poble (un possiólok) de l'óblast de Sverdlovsk, a Rússia, segons el cens del 2010 tenia 887 habitants.